# Випередження запалювання

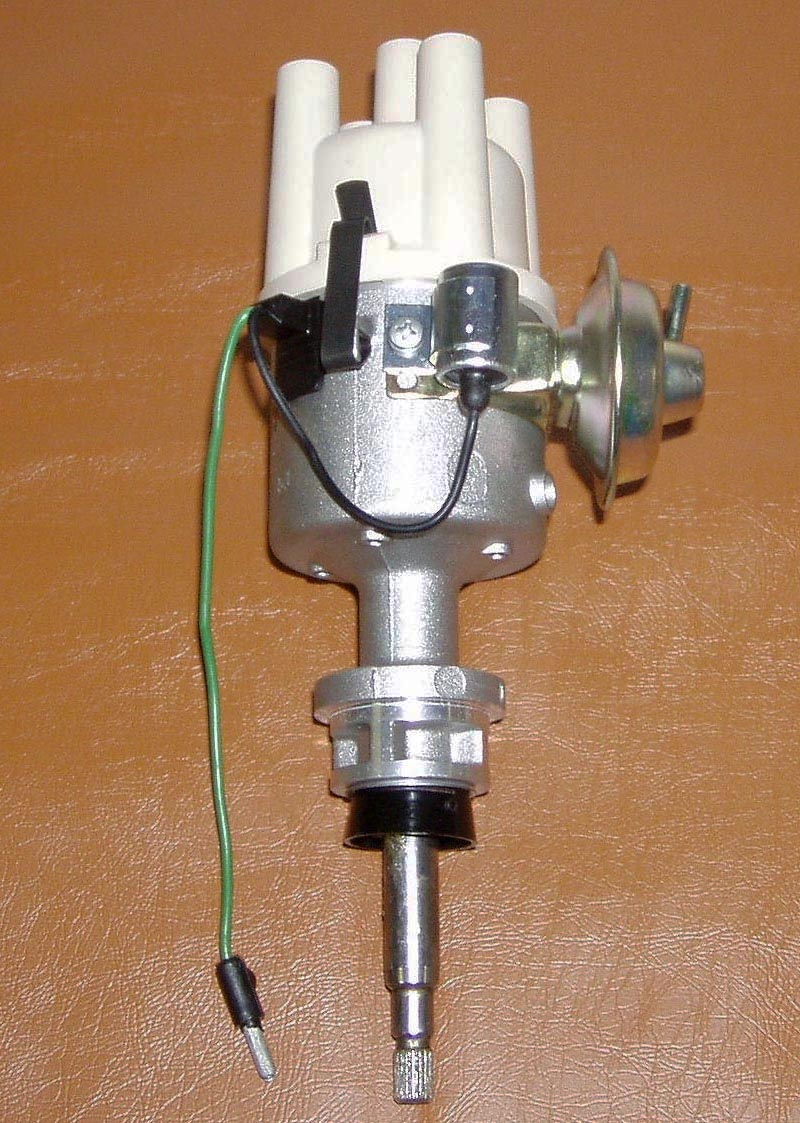
Переривник-розподільник бензинового двигуна внутрішнього згоряння (праворуч — вакуумний регулятор кута випередження)

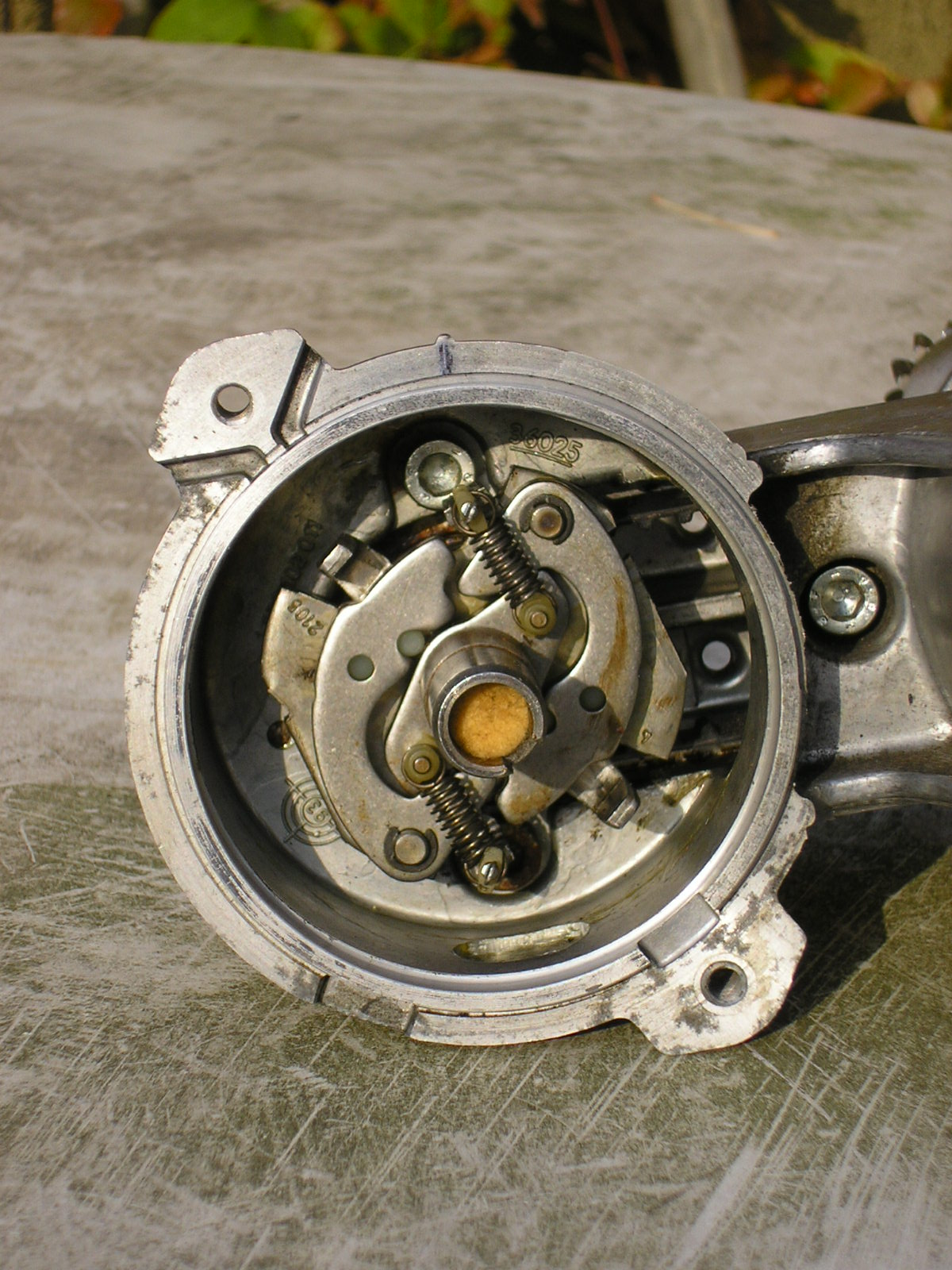
Відцентровий регулятор випередження запалювання

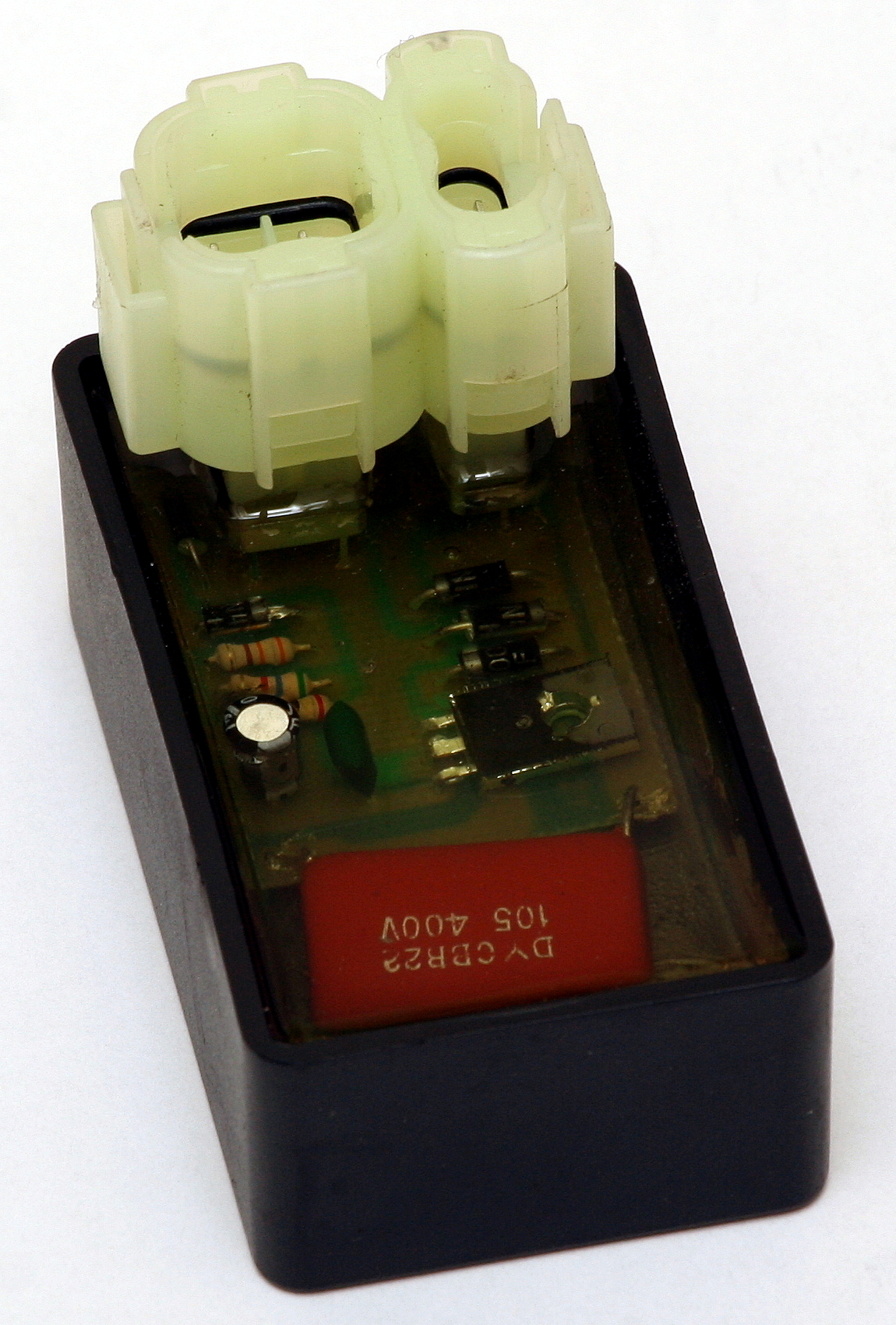
Блок безконтактного (електронного) запалювання

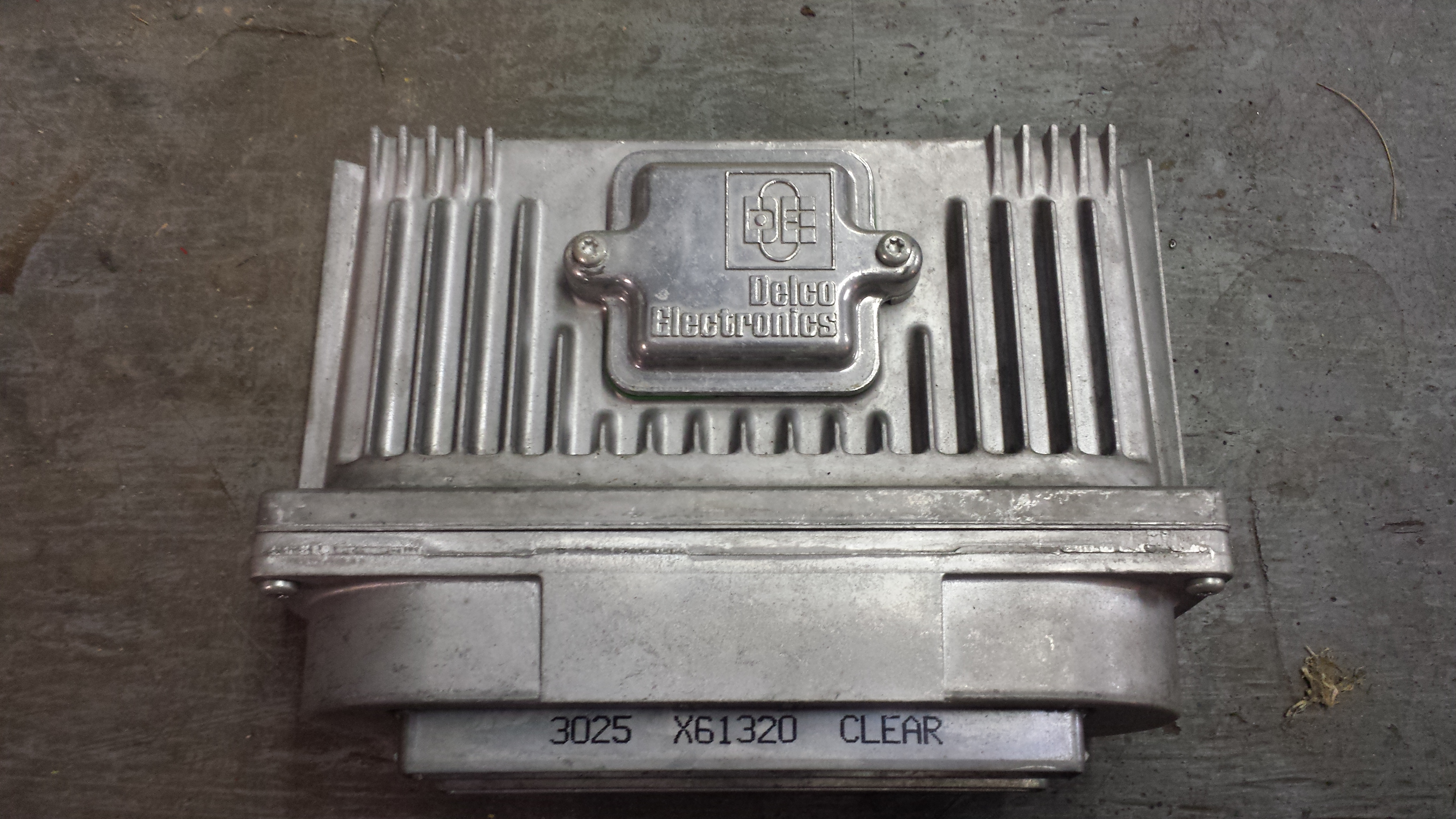
Мікропроцесорний блок керування двигуном

Ви́передження запа́лювання (англ. ignition timing) — займання горючої суміші у циліндрі двигуна внутрішнього згоряння від іскри на свічці запалювання до досягнення поршнем верхньої мертвої точки (ВМТ). Характеризується кутом випередження запалювання — кутом повороту колінчастого вала від моменту подавання напруги на свічку запалювання до потрапляння поршня у ВМТ.

## Загальні поняття
Момент запалювання суттєво впливає на роботу двигуна. При роботі чотиритактного двигуна під час такту стискування перед досягненням поршнем ВМТ відбувається запалювання робочої суміші у камері згоряння з використанням свічки запалювання. Відбувається займання робочої суміші, розширення робочих газів й виконується наступний такт — робочий хід. В дійсності згоряння робочої суміші відбувається не миттєво. Від моменту появи іскри до моменту, коли вся суміш займеться й тиск газів досягне максимальної величини, проходить деякий час. Цей проміжок часу є дуже малим, але так як швидкість обертання колінчастого вала є значною, то навіть і за цей час поршень встигає пройти деякий шлях від положення, при якому розпочалось займання суміші. Тому, якщо запалити суміш у ВМТ, то горіння відбудеться за зростаючого об'єму (початок робочого ходу) і закінчиться, коли поршень пройде деякий шлях й максимальна величина тиску буде меншою, ніж для випадку, якщо б згоряння суміші відбулося при розташуванні поршня у ВМТ. Якщо займання суміші відбувається занадто рано, то тиск газів досягне значної величини до того, як поршень підійде до ВМТ й буде створювати протидію рухові поршня. Все це приводить до зменшення потужності двигуна та його перегрівання. Тому, при правильному виборі моменту запалювання, тиск газів досягне максимальної величини приблизно через 10-12 градусів повертання колінчастого вала після проходження поршнем верхньої мертвої точки.
Оптимальне випередження запалювання в основному залежить від співвідношення між швидкістю горіння суміші і частотою обертання колінчастого вала двигуна. Чим більшим є число обертів двигуна, тим більшим має бути випередження запалювання, а чим більшою є швидкість горіння суміші, тим кут повинен бути меншим. Швидкість горіння залежить від конструкції двигуна, від складу робочої суміші та деяких інших чинників. Найбільший вплив на швидкість згоряння надає вміст залишкових газів у робочій суміші. При малому відкритті дросельної заслінки процентний вміст залишкових відпрацьованих газів є великим, суміш горить повільно, тому випередження запалювання повинно бути великим. По мірі відкриття дросельної заслінки в циліндр надходить більше свіжої горючої суміші, а кількість відпрацьованих газів залишається приблизно тією ж, в результаті процентний вміст їх зменшується і суміш горить швидше — випередження запалювання повинно зменшуватися. При одночасних зміні положення дроселя (зміна навантаження) й числа обертів оптимальний кут випередження запалювання залежить від обох факторів одночасно і в залежності від умов роботи двигуна обидва фактори можуть впливати на найоптимальніше випередження як в одному, так і у протилежних напрямках.

## Регулювання кута випередження у контактних і безконтактних системах запалювання
Для регулювання кута випередження запалювання залежно від частоти обертання колінчастого вала у двигунах конструкцій до 1990-х років використовували відцентровий регулятор випередження запалювання, який розташовувався у переривнику-розподільнику. При зміні навантаження на двигун та збереженні частоти обертання відцентровий регулятор не змінює кута випередження запалювання, у той же час як в цих умовах кут випередження повинен змінюватись. Тому відцентровий регулятор, доповнюють вакуумним регулятором кута випередження, робота якого визначається величиною розрідження у впускному колекторі двигуна.
Все це є справедливим за умови, що пальне допускає без детонаційну роботу двигуна. Однак у реальних умовах гранична величина кута випередження запалювання обмежується появою детонації у двигуні. Тому при переході на пальне з іншими детонаційними властивостями встановлення випередження запалювання повинно змінюватись, для чого використовувався октан-коректор — спеціальний механізм на переривнику-розподільнику, що дозволяв коригувати запалювання у залежності від пального, яке використовується.
Для діагностики і контролю регулювання кута випередження запалювання  часто використовують автомобільний стробоскоп.

## Регулювання кута випередження у мікропроцесорних системах запалювання
На сучасних автомобілях електронна система запалювання є складовою частиною системи керування двигуном. Дана система, основою якої є блок керування двигуном здійснює керування об'єднаною системою уприскування і запалювання, а на останніх моделях автомобілів і рядом інших систем — впускною й випускною системами, системою охолодження тощо.
Створено багато видів мікропроцесорних систем запалювання («Bosch Motronic», «Simos», «Magneti-Marelli» та ін.), що відрізняються конструктивно. Такі системи включають традиційні елементи — джерело живлення, вимикач запалювання, котушку запалювання, свічки тощо, а також елементи керування: вхідні датчики, електронний блок керування та електронний виконавчий пристрій (запальник).
Вхідні датчики фіксують поточні параметри роботи двигуна і перетворюють їх в електричні сигнали. Система електронного запалювання в своїй роботі використовує давачі, що входять до складу системи керування двигуном, а саме: частоти обертання колінчастого вала двигуна, положення розподільного вала, масової витрати повітря, детонації, температури повітря, температури охолоджувальної рідини, тиску повітря, положення дросельної заслінки, положення педалі акселератора, тиску палива, датчик кисню та інші. Номенклатура датчиків на різних моделях автомобілів може відрізнятися.
На основі сигналів з давачів електронний блок керування обчислює оптимальні параметри роботи системи. Здійснюється керувальний вплив на запальник, який забезпечує подачу напруги на котушку запалювання. Високовольтними дротами чи безпосередньо з котушки запалювання струм високої напруги подається до відповідну свічку запалювання.
При зміні швидкості обертання колінчастого вала двигуна датчик частоти обертання колінчастого вала двигуна і датчик положення розподільного валу подають сигнали в електронний блок керування, який в свою чергу здійснює необхідну зміну кута випередження запалювання.
При збільшенні навантаження на двигун управління кутом випередження запалювання здійснюється за допомогою датчика масової витрати повітря. Додаткову інформацію про процес займання і згоряння паливо-повітряної суміші дає датчик детонації. Інші датчики надають додаткову інформацію про режими роботи двигуна.